# توماس نيفيل
توماس نيفيل (بالإنجليزية: Thomas Neville)‏ هو الأبن غير الشرعي للسير ويليام نيفيل، إيرل كنت الاول الذين أبلوا بلاء حسناً في حرب المائة عام جنباً إلى جنب مع اللورد تالبوت وآخرون.